# Simpliciano da Palermo
Simpliciano da Palermo, al secolo Simpliciano De Archello (fl. XV-XVI secolo), è stato un pittore e religioso italiano.

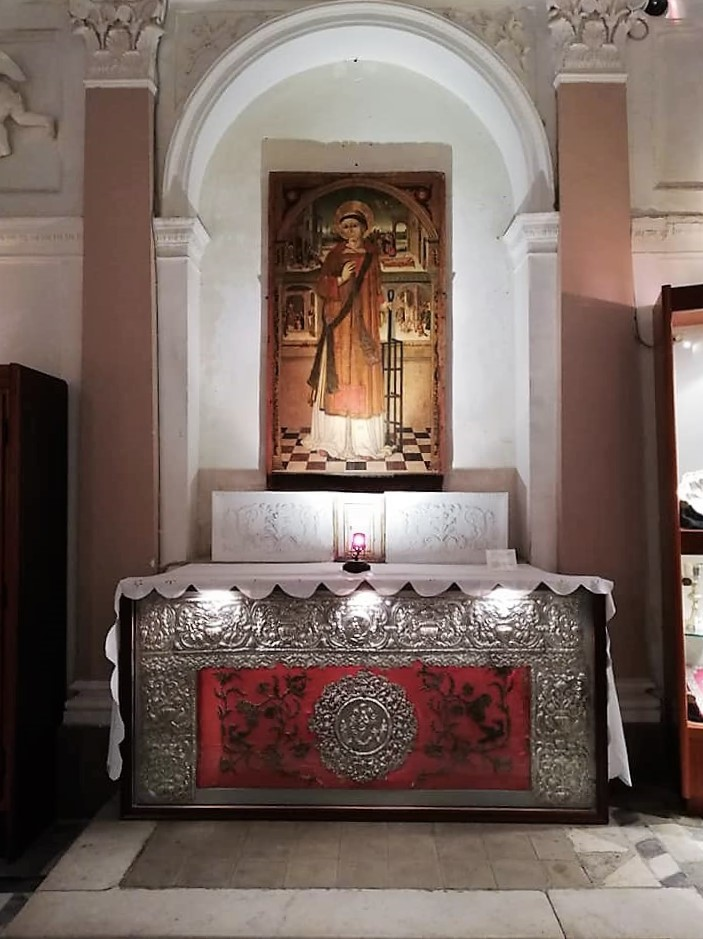
San Lorenzo.

Scarne le notizie biografiche del frate pittore appartenente all'Ordine degli Eremitani di Sant'Agostino. Poche le opere certe concentrate nella cittadina di Castroreale.

## Opere
- 1514, Crocifissione con la Madonna e le pie donne, dipinto autografo con l'iscrizione "Fr. Simplician. Augustinus pinsit Anno D.ni MCCCCCXIIII.", opera proveniente dalla chiesa della Maddalena di Corleone e documentata esposta a Palermo.
- 1538, Pentecoste, dipinto autografo con l'iscrizione "R. Simplicianus Panormita Pinsit Anno D. 1538.", proveniente dalla chiesa di San Pietro e documentata in casa di Tommaso Selipigni in Messina.[3]
- XVI secolo, San Lorenzo e storie del martire, dipinto su tavola, opera proveniente dalla chiesa di Santa Marina e custodita nella Pinacoteca di Santa Maria degli Angeli di Castroreale.[4]
- XVI secolo, Strage degli Innocenti, olio su tela, opera proveniente dalla chiesa della Candelora di Castroreale e custodita nel Museo civico di Castroreale.